# Drăghiceanu
Drăghiceanu – wieś w Rumunii, w okręgu Giurgiu, w gminie Gogoșari. W 2011 roku liczyła 155 mieszkańców.